# Jacques Babinet
Jacques Babinet (Lusignan, 5 de março de1794 — Paris, 21 de outubro de 1872) foi um físico francês.
Publicou numerosas memórias no "Annales de physique et de chimie", de 1824 a 1841, e no "Comptes rendus de l'Académie des sciences", de 1837 a 1865.

## Biografia
Seu pai era Jean Babinet e sua mãe, Marie-Anne Félicité Bonneau du Chesn. Babinet começou seus estudos no Lycée Napoléon, mas foi persuadido a abandonar a educação jurídica para a busca da ciência. Graduado pela École Polytechnique, que deixou em 1812 para a Escola Militar de Metz, foi mais tarde professor na Sorbonne e no Collège de France. Em 1840, foi eleito membro da Académie Royale des Sciences. Ele também foi astrônomo do Bureau des Longitudes.
Babinet se interessou pelas propriedades ópticas dos minerais ao longo de sua carreira. Ele projetou e criou muitos instrumentos científicos utilizados para determinar a estrutura cristalina e as propriedades de polarização, incluindo o polariscópio e um goniômetro óptico para medir índices de refração. O compensador Babinet, um acessório útil em microscopia de luz polarizada, foi construído com cunhas de quartzo duplas opostas com eixos cristalográficos mutuamente perpendiculares e ainda é amplamente empregado em microscopia. Esse design evita os problemas inerentes à cunha básica de quartzo, onde a leitura zero coincide com a extremidade fina da cunha, que muitas vezes é perdida ao moer a placa durante a fabricação.
Expandindo seu fascínio pela difração para a meteorologia, Babinet passou uma quantidade significativa de tempo no estudo do arco-íris. Sua pesquisa astronômica se concentrou na massa de Mercúrio e no magnetismo da Terra, enquanto suas invenções incluíram melhorias nas válvulas para bombas de ar e um higrômetro. Em geografia e hidrogeomorfologia, a lei de Baer-Babinet ajuda a explicar e prever a direcionalidade no curso dos rios. O trabalho de cartografia de Babinet inclui projeções homalográficas onde os paralelos são retilíneos e as linhas meridianas são elípticas.
Além de suas brilhantes palestras sobre meteorologia e pesquisa óptica, Babinet também foi um grande promotor da ciência, um palestrante divertido e inteligente e um autor brilhante, divertido e prolífico de artigos científicos populares. Ele era amado por muitos por sua natureza gentil e caridosa.

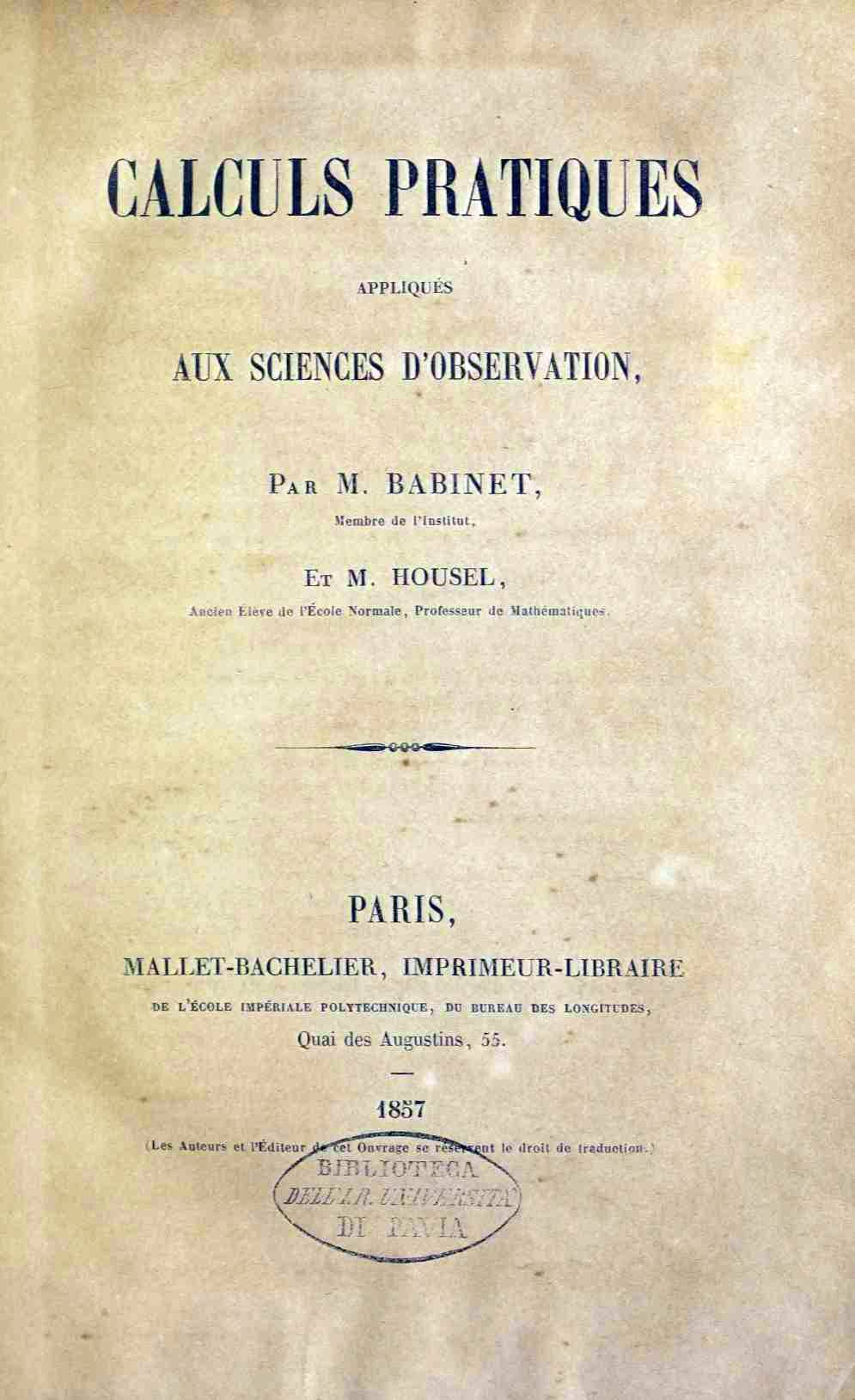
Calculs pratiques appliqués aux sciences d'observation, 1857

## Publicações
- Études et lectures sur les sciences d'observation et leurs applications pratiques (em francês). 2. Paris: Mallet-Bachelier. 1856
  - Études et lectures sur les sciences d'observation et leurs applications pratiques (em francês). 3. Paris: Mallet-Bachelier. 1857
  - Études et lectures sur les sciences d'observation et leurs applications pratiques (em francês). 5. Paris: Mallet-Bachelier. 1858
  - Études et lectures sur les sciences d'observation et leurs applications pratiques (em francês). 6. Paris: Mallet-Bachelier. 1860
  - Études et lectures sur les sciences d'observation et leurs applications pratiques (em francês). 7. Paris: Mallet-Bachelier. 1863
  - Études et lectures sur les sciences d'observation et leurs applications pratiques (em francês). 8. Paris: Mallet-Bachelier. 1868
- Calculs pratiques appliqués aux sciences d'observation (em francês). Paris: Mallet-Bachelier. 1857